# 黒崎義介
黒崎 義介（くろさき よしすけ、1905年3月25日-1984年8月12日）は童画画家。

## 経歴
- 1905年（明治38年） - 長崎県平戸市に醤油醸造業＝黒崎源三郎・フミ夫妻の六男として誕生。
- 1924年（大正13年） - 平戸中学を中退し、上京後に川端画学校に入る。
- 1926年（昭和元年）[元号要検証] - 川端画学校を卒業。
- 1927年（昭和2年） - 中央美術展で入選。
- 1929年（昭和4年） - 童画を描き始める。
- 1931年（昭和6年） - 川端画学校で知り合った斎藤登喜子と結婚。芝公園内の登喜子の実家に住むが半年後小石川久堅町光円寺旧本堂に転居。
- 1932年（昭和7年） - 豊島区の池袋モンパルナスに借家、以後数回同地内で転居を繰り返す。
- 1933年（昭和8年） - 学校美術協会に1年ほど勤める。
- 1934年（昭和9年） - 新ニッポン童画会に参加し、「コドモノクニ」、「キンダーブック」などに挿絵を描く。
- 1939年（昭和14年） - 豊島区長崎2丁目に自宅を新築移転。
- 1941年（昭和16年） - 安田靫彦(大磯町在住)門下生となる。
- 1943年（昭和18年） - 大磯町に疎開（1945年まで）。
- 1946年（昭和21年） - 第31回復興院展に初入選。
- 1947年（昭和22年） - 童画研究会を主宰。
- 1952年（昭和27年） - 藤沢市鵠沼海岸に転居。
- 1959年（昭和34年） - 鵠沼公民館開設に協力、地域の児童のための絵画教室や成人のための墨絵教室を開いた。
- 1960年（昭和35年） - 藤沢市文化財保護委員を委嘱される。
- 1962年（昭和37年） - 日本児童ペンクラブ相談役。日本著作権協議会よりパリユネスコ会議に派遣され、これを機に欧米13カ国を5ヶ月かけて旅行する。
  - 同年 - 日本童画会解散、日本童画家協会再結成。藤沢市民美術会創立に加わる。
- 1964年（昭和39年） - 藤沢市社会教育委員を委嘱される。現代美術家協会「現展」出品、後に名誉会員となる。
- 1965年（昭和40年） - 藤沢北ロータリークラブ創立。初代理事となる。
- 1969年（昭和44年） - ニューヨーク市で「日本むかし噺童画展」を開催。
- 1975年（昭和50年） - 鈴木鎮一と親交を持ち、幼児教育研究所設立。
- 1977年（昭和52年） - 時宗総本山清浄光寺（遊行寺）宝物館運営協議会委員長となる。
- 1978年（昭和53年） - 文部省児童文化功労賞受章。
- 1980年（昭和55年） - 伊豆山神社拝殿に天井画390枚を奉納。
- 1984年（昭和59年）8月12日 - 脳梗塞のため鵠沼海岸にて死去　享年79（戒名：童画院慈厚義介居士）。墓所：藤沢市大庭台墓園
- 没後、旧居は夫人によって社会福祉団体に寄贈され、障害者自立支援施設「よし介工芸館」となったが、後に藤沢市遠藤に移転した。
- 大分県豊後高田市にある「昭和の町」のシンボルマークには黒崎義介の童画が使われており、2005年には「昭和の町」内に黒崎義介の童画を展示する「昭和の絵本美術館」が開館している。

## 著作
- 童画報告軍艦旗の行くところ 中支・南支・海南島 フタバ書院 1941
- アソビ 川上四郎,長谷川露二共著 小學館 1941
- ボクノヒヨコ 童画社 1942
- ノリモノゴッコ 二葉書店 1946 （フタバノヱホン）
- コドモトハタケ 二葉書店 1946 （フタバノヱホン）
- なかよしどうぶつ 童画書房 1947
- くまさんさるさん 主婦之友社 1947 （主婦之友の絵本）
- 花のこども 主婦之友社 1947 （主婦之友の繪本）
- ハナ子サン 冨士屋書店 1947
- ボクノノリモノ 自然社 1947
- どうぶつのやきゅう 童画書房 1948
- 子供のまつり 文化建設社 1948 （ヨシスケヱ本）
- お山のこぐま 文化建設社 1948 （ヨシスケヱ本）
- 三吉の冒険 昭和出版 1948
- くまさんさるさん川のたび 主婦之友社 1949 （主婦之友の絵本）
- こどもとどうぶつ 東京絵本 1951
- とりのおやこ フレーベル館 1963 （トッパンの愛児えほん）
- 略画百科事典 まごころ社 1965
- ふじさわのむかしばなし 第1-2集 藤沢市教育文化研究所 1974